# El precio justo (programa argentino de 2019)
El Precio Justo es un programa de televisión argentino de concursos, basado en el programa estadounidense The Price is Right. Debutó el 4 de febrero de 2019 en Telefe, con la conducción de Lizy Tagliani.
Esta es la segunda versión del show que se hace en Argentina, ya que entre 1999 y 2000 se emitió bajo el mismo nombre una primera versión, presentada por Fernando Bravo en Azul Televisión y a mediados del último año en Canal 13.
La primera temporada del programa finalizó el domingo 5 de enero de 2020 (con su Especial Famosos de ese día), totalizando 275 emisiones. La segunda temporada comenzó el lunes 6 de enero de 2020. El 26 de junio de 2020 se realizó la última emisión momentáneamente del programa debido a que no se puede realizar el programa en vivo ni grabarse además de que Lizy Tagliani dio positivo de COVID-19 aunque ya esta recuperada además de ser asintomática.[cita requerida]

## Elenco
- Lizy Tagliani - Conductora (2019-2020)
- Javier Fernández - Locutor/Anunciador (2019-2020)
- Martina Fasce - Secretaria (2019-2020)
- Antonella "China" Kruger - Secretaria (2019-2020)
- Floppy Cucu † - Humor (2019-2020)
- Grego Rossello - Panelista del segmento "La visita" (2020)
- Agustina Casanova - Panelista del segmento "La visita"  (2020)

## Formato

### Programa diario

#### Parte 1: Los juegos
Se llaman a 4 participantes de la tribuna a jugar, que se disponen en 4 atriles preparados en la escenografía del programa. Posteriormente, se anuncia y muestra un producto, el cual todos deberán cotizar. Quien se acerque más al precio real, (siempre y cuando no se haya pasado), es automáticamente semifinalista y pasa a jugar a alguno de los juegos del programa con la posibilidad de llevarse premios y dinero.
Las reglas de esta instancia son que no se puede repetir el valor que alguien haya dicho antes en la ronda, y tampoco deben decir un valor mayor al precio del producto, o perderán incluso si están muy cerca. Si los 4 participantes se pasan en los montos dichos, el locutor lo avisa y se deberá volver a cotizar. Si alguien dice el "precio justo" del producto la primera vez que se cotiza, se lleva $10.000 adicionales.
Esto se hace durante 3 rondas, y en cada una se llama a un nuevo participante para que ocupe el lugar de quien ganó anteriormente y vuelvan a ser 4 personas en total todo el tiempo. Luego de las primeras 3 rondas, se reinicia el juego y se presenta una nueva camada de participantes, llamando a otros "nuevos" 4 de la tribuna.
Anteriormente, se hacían solo las 3 primeras rondas y antes de reiniciar el juego, los primeros ganadores jugaban a la rueda (la "parte 2" del programa) para saber quién pasaba a la gran final y debía aguardar para descubrir a su contrincante. Por cuestiones de tiempo, esto se modificó y actualmente hay solo una rueda a lo largo del programa, con los seis participantes ganadores de la jornada.

#### Parte 2: El reloj
Todos los concursantes que sean semifinalistas del programa, pasarán a jugar este juego. En 30 segundos deben cotizar un producto de 4 cifras cuyo precio termina en 0. El participante deberá decir precios y el locutor dirá "más" o "menos" según corresponda el número dicho al valor real. Cuando logre adivinar, el reloj mostrará el tiempo que le queda al participante para cotizar el siguiente producto.
El concursante ganará $5000 pesos y se le da la posibilidad de retirarse y llevarse ese monto, o arriesgar y tratar de adivinar el precio de otro producto, esta vez con 5 cifras y terminado en 0. Si el concursante logra acertar también el segundo precio, se llevará $55.000. En cambio, de no hacerlo en el tiempo que marcaba el reloj, se llevará $2000.

#### Parte 3: El cronómetro
Todos los concursantes ganará $5000 si el cronómetro lo detiene correctamentamente en 00:10:00 en la primera vuelta. Se le da la posibilidad de que al participante se retire y que se lleve ese monto. Si se arriesga y acierta de detener nuevamente el cronómetro nuevamente en 00:10:00, se llevará $100.000.

### Solo en elEspecial Famosos

#### Parte 2: La rueda
Es la semifinal del programa, donde llegan las 6 personas que hayan ganado anteriormente. Se trata de una rueda en donde se disponen varios casilleros con números, entre ellos el 100. Los dos que logren sacar la mayor cantidad de puntos, pasarán a jugar a la gran final. Si la rueda para en el 100, el participante se lleva $20.000 adicionales.
La rueda debe dar al menos una vuelta completa para que el tiro sea válido. Esto evita que el participante calcule la fuerza que usa para girarla, tratando de que marque 100 adrede.

#### Parte 3: Las vidrieras
Las partes anteriores se repiten dos veces, para así llegar a la gran final del programa, en donde concursan los dos participantes que hayan ganado en la rueda. Aquí se muestran dos vidrieras temáticas con varios premios. Luego de revelada la primera vidriera, el participante que en su momento haya hecho mayor puntaje en la rueda decide si quiere cotizar esa, o si se la pasa a su rival para luego él cotizar la segunda, aún no revelada. Ambos deben decir un precio estimado de la vidriera que le corresponde.
Quien se acerque más al precio de su vidriera, gana todos los premios que esta contiene; si alguien se pasa del precio, pierde automáticamente; y si alguien dice el "precio justo", se lleva a su casa los premios de ambas vidrieras.

## Juegos
El programa cuenta con varios juegos, y el participante que haya resultado semifinalista en las rondas de cotización de un producto, pasará a jugar a uno al azar.
| - Está en la bolsa: El participante se enfrenta a 5 bolsas con distintos precios y 6 productos. Deberá acomodar los productos en la bolsa que le corresponda al valor de cada uno, y le quedará un producto de sobra. Al momento de develar si colocó los productos correctamente, por cada acierto irá sumando más dinero, siendo $20.000 el techo. Se puede retirar cuando quiera, pero si antes se equivoca en alguno, pierde todo. - Precio peligroso: En un panel, hay 4 productos con distintos valores aún no develados y un precio con el que se jugará. El participante debe elegir 3 de esos productos y no debe salir el que valga el precio dicho. Si logra adivinar los 3, gana todos los premios que se representan en el juego. - La X secreta: El participante se enfrenta a lo que en apariencia es un típico Tatetí, pero en la fila del medio hay 3 signos de pregunta que se destaparán después para ver dónde está la X. El participante recibirá una X al principio para que él la coloque en el tablero. Para conseguir otras dos X deberá adivinar el precio de 2 productos para los cuales tendrá dos opciones de precios. - Plinko: El participante recibe una moneda para jugar en el Plinko pero puede ganar 4 más si logra adivinar el precio de 4 productos. Los precios de ellos serán de tres dígitos y el jugador deberá adivinar si estos empiezan o terminan con los números presentados en cada caso. Con sus monedas acumuladas, el participante juega al Plinko, donde se sube hasta la parte superior del tablero, el cual está formado por un campo de clavijas, con cada fila desplazada de la fila anterior. En la parte inferior hay nueve ranuras marcadas simétricamente con distintos valores. Una a la vez, el participante coloca cada moneda contra la parte superior del tablero y la libera. A medida que estas caen, se desvían por las clavijas, lo que hace que sea prácticamente imposible predecir dónde caerán. Además, los lados del tablero están en un patrón de zigzag que también permite que las monedas reboten hacia el centro. El participante gana todo el dinero que fue acumulando en sus tiros. - Dale gas: El participante se enfrenta a 1 premio y 5 precios en un surtidor de nafta. Deberá ir descartando los precios que no corresponden al valor del premio para ganar. A medida que vaya avanzando irá ganando plata, podrá frenar cuando quiera pero si elige el precio correspondiente al premio, perderá todo. - Cualquier número: Hay 3 filas; una con el dibujo de un cerdo y las otras con un premio cada una (uno con un valor de 5 cifras y otro de 3), además de números del 0 al 9 en un panel. El participante tendrá que ir eligiendo números hasta adivinar el precio de los premios. El jugador se llevará el premio el cual haya completado primero su valor, claro que la mayor hazaña será hacerlo con el premio mayor de 5 dígitos. Pero si la fila que se completa primero es la del cerdo (donde irán a parar los números que sobran y no pertenecen a ningún precio), no se lleva nada. - El gran juego del dinero: El participante debe elegir 4 productos de 6 que salgan menos de un monto establecido. Para jugar, el participante comienza con un pozo de $2 y por cada acierto, se le agregará un 0 a su premio (puede ganar hasta $20.000). - Switch: Se presentan dos paneles, con un premio y un precio cada uno. El participante deberá tomar la decisión de cambiar el precio que corresponde a cada premio o no. Si lo que hizo es correcto, se lleva ambos premios. - Ponelos en fila: Un panel muestra horizontalmente los precios de tres productos distintos, y verticalmente un precio incompleto de cinco cifras, correspondiente a un premio mayor anunciado anteriormente. El participante debe mover los tres precios presentados horizontalmente y formar con sus números el valor del premio mayor. Tiene dos posibilidades de hacerlo bien. Si lo logra, se lleva todos los premios representados en el juego. - Ida o vuelta: En un panel hay 5 números desplegables. El participante deberá decidir si los mueve hacia la derecha o la izquierda y adivinar cuál es el precio del premio por el que juega. - A las piñas: El participante deberá ganar chances para jugar frente a un panel de 50 casilleros. Para conseguirlas, deberá adivinar si el precio de 4 productos es mayor o menor al que se muestra. Con las chances que haya conseguido se enfrentará al panel, en el cual cada casillero tiene escondido en su interior un monto entre $1.000 y $20.000. El jugador deberá darle un puñal al casillero que elija para descubrir el dinero. Puede rendirse cuando quiera, si no lo hace, pone en riesgo el dinero ganado en la piña anterior, ya que se queda solamente con el último valor que haya descubierto. - Achique el precio: Se presenta un premio, y posteriormente un panel con un precio de 6 cifras, pero una está de más. El participante se tiene que deshacer de la cifra que sobra, y ver si el precio que quedó formado es el del premio. Si es correcto, se lleva el premio. - El siete de la suerte: El participante tendrá en mano 7 billetes (llamados "Lizy checks"), y deberá adivinar uno por uno los números que corresponden al valor de un premio presentado anteriormente, que es de 5 cifras. Por cada número incorrecto que diga, el participante deberá devolver la diferencia en Lizy checks (Si dijo 5 y lo correcto era 7, deberá devolver dos billetes). Al final del juego, deberá quedarse con al menos un billete para poder ganar el premio por el cual se juega. - Elija un par: Se presentan seis productos diferentes. Para ganar, el participante deberá elegir dos que salgan el mismo precio. Si lo logra, se lleva un premio mayor, anunciado anteriormente. - El más caro: Hay tres premios y el participante deberá elegir cuál es el más caro. Si adivina, se lleva los tres. - Juego de rango: En un panel con una escala de precios, el participante deberá adivinar el rango de precio del producto por el que participa, haciendo subir un "medidor" hasta la zona que crea correcta. Si el precio del premio está dentro del rango que estimó, se lo gana. - Flip Flop: Se presenta un panel con 4 números. El participante podrá girar los 2 primeros o los 2 últimos para adivinar el precio del premio por el que se juega. Si lo acierta, se gana el premio. - Elige un número: Se presenta un premio, y posteriormente un precio de 5 cifras, pero con una de ellas sin develar. Además, habrá 3 números a disposición del participante, entre los que deberá elegir el que va en ese lugar vacío. Si elige el correcto para completar el precio, se lleva el premio. - Etiquetazo: El participante deberá decir si los precios de varios productos son verdaderos o falsos. Luego tendrá que acertar el precio justo de un premio mayor, entre 5 posibles precios que se le presentarán. Tendrá tantas chances de acertar como precios verdaderos o falsos haya adivinado anteriormente. Si acierta el precio del premio mayor, se lo lleva. - Compra compulsiva: Se le da al participante una suma de dinero de presupuesto, y se presentan cuatro productos. El participante deberá elegir estratégicamente tres de ellos para que la suma de todos los precios (develados al final) dé un número mayor a su presupuesto. Si no alcanza a llegar, pierde. Si gana, se lleva los cuatro premios representados en el juego. - Lizy golf: Se presenta una cancha de minigolf dividida en cinco espacios y cinco productos. El participante deberá estimar sus precios y ordenarlos del que tiene menor valor, al que más dinero cuesta. Luego de develar los precios, el participante deberá tirar la pelota de golf hacia el hoyo desde el lugar en que haya perdido. - El camino de oro: Se muestra un producto y su precio, que será de dos cifras. Posteriormente, se muestra otro producto con su precio, siendo este de tres cifras, pero en esta ocasión uno de los dígitos no se mostrará. El participante deberá estimar cuál de los números que conforman el precio anterior corresponde al lugar vacío. La misma mecánica se vuelve a repetir con precios de cuatro y cinco cifras de otros productos. Si el participante acierta todos los precios, se lleva $30.000 de premio. | - A los dados: Se presenta un premio, y en la pantalla 5 casilleros vacíos en donde el participante deberá formar el precio del mismo. Para esto, primero debe tirar un dado y si el número que muestra el dado no es el que va en el casillero en ese momento, el participante deberá decir si el número correcto es mayor o menor al que sacó, teniendo en cuenta que los números son del 1 al 6 y que a su vez, ambos funcionan como “comodines” (si saca 1, obviamente será mayor, y viceversa). Si de casualidad sale el número que corresponde al casillero por el que se esté jugando, este directamente aparecerá en pantalla. Posteriormente, se revela si los números que el jugador eligió como mayores o menores eran correctos, y si acierta todo, se lleva el premio cotizado en el juego. - Ponele la tapa: En un panel se presenta un precio de 5 números, y un premio a cotizar. El participante tendrá 30 segundos para correr hacia él y ubicar distintas tapas, que se adhieren a la estructura, arriba o abajo de cada uno de los números. Si coloca la tapa arriba, el participante considera que el número que corresponde a ese lugar es mayor al que se muestra, y si la coloca abajo, considera que es menor. Una vez que coloca todas, debe correr a tocar un pulsador, momento en el que un sonido le dirá si lo que hizo estaba bien o mal. Si está mal, debe volver rápidamente y cambiar lo que considere necesario, y así sucesivamente, hasta que logre salir victorioso o se le acabe el tiempo. Ganará el premio presentado anteriormente para jugar. - Delivery Lizy: En la pantalla se presenta un esquema de un barrio con 5 casas, y junto a ellas, las distintas sumas de dinero que los habitantes de esa casa pagarán. Debajo, se especifican 4 encargos que las casas han hecho al delivery (una de ellas, pidió en otro lado). El participante deberá subirse a una bicicleta y pedalear para dirigir la bicicleta que se muestra en pantalla a la casa que considere se pidió el primer encargo que está en la fila. Si acierta, se lleva $5000 en primer lugar. Se seguirá así con los demás encargos, aumentando las cifras de dinero (aunque no es acumulativo), y teniendo en cuenta que el jugador se puede plantar en cualquier momento y llevarse lo que ganó hasta esa instancia, ya que si se equivoca, pierde todo el dinero que haya juntado. - El carrousel de Lizy: En una primera instancia, el participante debe acumular segundos para el juego. Deberá decir si el precio de cada uno de los productos que se presentan es verdadero o falso y al acertar, ganará 15 segundos por vez. Lizy le regala al participante los primeros 15, y podrá juntar hasta 45 segundos más. Posteriormente, el jugador deberá ingresar a una estructura circular que imita a un carrusel, cuyo interior está lleno de globos con billetes de $1000 adentro cada uno de ellos. Durante el tiempo que tenga disponible, tendrá que reventar todos los globos posibles y quedarse con el dinero. Ganará el monto que haya juntado con las manos una vez cumplido el tiempo. - Precio giratorio: Se muestran distintos números de 2 cifras cada uno, que giran en el sentido de las agujas del reloj. El participante deberá decidir cuál es el precio correcto del premio anteriormente presentado, que constará de 4 cifras. Cuando los dos números que considere correctos pasen por la parte superior y destacada, deberá dar la orden para que la asistente accione una palanca que detendrá la rotación. Si acierta, se lleva el premio que logró cotizar. - El Súper de Lizy: Se muestra un changuito de supermercado con varios productos adentro que son detallados antes de jugar. El participante deberá adivinar el precio de todo ese conjunto de productos, y será ayudado con seis carteles que dirán distintos precios posibles. Si el jugador elige el correcto, se lleva $30.000 de premio. - La llave maestra: Tres candados gigantes se disponen en el estudio, junto a cinco llaves. El participante tendrá dos oportunidades para usar las llaves, pero para ganárselas deberá adivinar si el precio de dos productos se completa con un número al principio o un número al final. Tres de esas llaves abren cada una de los candados, otra no abre ninguno, y la restante, es la maestra y abre las tres. Según las llaves que elija, será el premio que se lleve: un candado esconde $5.000, otro $15.000 y otro $30.000, por lo que al tener como máximo dos oportunidades de usar las llaves, solo si elige la llave maestra podrá llevarse los $50.000 que están en juego. - Mové y ganá: Se presenta un panel con 9 números en fila. Debajo, en estructuras movibles de diferente tamaño, hay especificados tres productos. El participante deberá acomodarlos a su parecer, para formar el precio de los tres con los números del panel: el precio del producto de la estructura más chica será de 2 cifras, y los otros de 3 y 4. De esta forma, todos los números deben estar ocupados una vez acomodados los productos y no se pueden superponer. Si el jugador acierta los precios ordenando los productos correctamente, se lleva $30.000. - Memo Lizy: En un panel hay colocados seis productos sobre distintos estantes. Debajo de cada uno, se dispone un espacio para colocar sus precios. El participante debe darse vuelta mientras las secretarias adhieren los precios correspondientes a cada uno de los productos. Luego, el participante se dará vuelta y tendrá 10 segundos para memorizar la mayor cantidad de precios posibles, y una vez transcurrido el tiempo, las secretarias se disponen a retirar los precios y dárselos al participante para que los vuelva a poner en su lugar, según lo que recuerde, teniendo 30 segundos de tiempo. Una vez hecho esto, el mismo jugador será quien decida el precio real de qué producto quiere revelar primero para ver si lo que hizo es correcto, teniendo en cuenta que se llevará todos los productos de los precios que acierte. Puede abandonar en cualquier momento, ya que si se equivoca, no tiene posibilidad de seguir adelante, siendo la estrategia de este juego tratar de memorizar los precios de los productos que desea y empezar a develar por el que está más seguro. - Precio explosivo: Se presenta un producto a cotizar y posteriormente cuatro posibles precios, de los cuales uno es el verdadero, escritos en distintos detonadores de utilería. El participante deberá activar los tres detonadores que tengan los precios que cree incorrectos, ya que el del precio verdadero hará explotar una dinamita al accionarlo y eso no debe ocurrir. Si el jugador logra hacerlo bien, se lleva $30.000. - Suma exacta: Se presentan 10 productos en una repisa y un precio. El participante deberá elegir 5 de ellos para que, sumados sus valores (los cuales en un principio desconoce), den en total el precio establecido de manera exacta. A medida que los elija, se irá develando el valor de cada uno para que el jugador sepa cuánto dinero le queda por gastar. Si se pasa o no llega al precio establecido, pierde. Si logra hacerlo, gana $30.000. - ¿Más o menos?: Frente a un precio de referencia, el participante deberá decidir si el producto que se presenta es de más valor o de menos. Si acierta, se lo gana. - Par o impar: El jugador debe formar el precio del producto presentado. Este será de cuatro cifras, las cuales la primera y la última ya se encuentran develadas en la pantalla. Para ganar, el participante debe decir si cada uno de los números restantes son par o impar. Si sus deducciones son correctas, se gana $30.000. - Lizy shopping: En una vidriera se exhiben seis productos, y junto a ellos una lista de precios. Por otro lado, en lo que simula ser una caja registradora gigante, se encuentran los nombres de los productos. El participante deberá adivinar el precio de cada uno de ellos, para que sean colocados en la caja registradora junto al nombre. Una vez hecho esto con los seis, se procederá a develar los precios reales. El participante es quien elige por cuál empezar a develar y, en caso de desearlo, en qué instancia plantarse. Esto es porque si se equivoca en alguno y aún no abandonó, pierde todo. Se llevará todos los productos a los que les haya atinado con el precio. - El árbol de la fortuna: El participante deberá, en primera instancia, ganar tiempo para jugar. Lizy le regala 10 segundos, pero podrá ganar 20 más. Para eso deberá decidir, entre dos opciones, cuál es el precio de dos productos, ganando 10 segundos por cada respuesta correcta. Posteriormente, el jugador se vendará los ojos y frente a él tendrá un árbol en el que se disponen distintos vouchers con premios en efectivo, pero también con otras opciones como Multiplica x2 o Pierde todo. Con el tiempo disponible, deberá sacar los que pueda o decida y al finalizar podrá decir si se comienzan a develar desde arriba o abajo según están ubicados en la pila que juntó. Podrá retirarse en cualquier momento si prefiere no continuar y se llevará el premio que juntó hasta esa instancia. |

## Otras secciones

### Actuales
- Floppy Host: Floppy Cucu, la mejor amiga de Lizy que aparece constantemente al aire en El Precio Justo, conduce un programa web de aproximadamente 2 minutos de duración en donde muestra el detrás de escena del Especial Famosos de los domingos. Se sube un episodio por semana a la página web de Telefe y a la aplicación MiTelefe.

- El reloj: Cada día se les entregan a las personas que lleguen a los estudios un número según el orden de llegada. Durante el programa, Lizy saca varias bolas de un bolillero, y quienes tengan los números sorteados, pasarán a participar en el juego al que también juegan los semifinalistas del día. En el Especial Famosos de los domingos, lo jugarán aquellos que no ganen en la fase de los atriles.

### Anteriores
- Lizy al 9009: Solo se juega en el Especial Famosos de los domingos. Juego telefónico en el que el público desde su casa debe enviar mensajes de texto o llamar para participar. Lizy llama a uno de ellos, y este jugará a alguno de los juegos del programa para llevarse $25.000 de premio en caso de ganar. Anteriormente, se jugaba con tres participantes al mismo tiempo y debían decir el precio estimado de un premio compuesto por varios productos, posteriormente se había cambiado a adivinar la cantidad correcta de latas o pelotas que se presentaban.

- Las pistolas del Precio Justo: Juego en el que se llama a un nuevo participante de la tribuna para que juegue a este entretenimiento "adicional", fuera del formato del programa. El participante elige dos personas del público para ayudarlo, y Lizy sube a una tarima que se eleva junto a dos "pistolas de dinero" que se encuentran cargadas con $60.000 en billetes de $200. Lizy comienza a disparar el dinero por el aire, mientras el participante y sus ayudantes deben atrapar la mayor cantidad de dinero posible. El participante se llevará a su casa todo el monto que hayan logrado atrapar las tres personas juntas.

- Mi Lizy eres tú: Parodia de la novela Mi vida eres tú, que se emite en Telefe. Lizy despliega todo su humor haciendo el papel de la protagonista. Se hace un divertido casting para encontrar al protagonista de esta versión, en donde hombres con su parecido físico se inscriben para participar y hacer una escena con Lizy en el estudio del programa.

- Las revistas crocantes de Floppy: Todos los miércoles, Floppy analiza junto a Lizy los chismes más "crocantes" de los famosos que traen las revistas nacionales de espectáculos en su edición semanal, con mucho humor.

- Las noticias crocantes de Floppy: Todos los lunes, Floppy trae las noticias más insólitas, bizarras y curiosas que circulan por internet. Junto a Lizy, las analizan y opinan con su característico humor.

- El auto 0km.: Desde la segunda temporada, de lunes a viernes la tribuna presente tiene la posibilidad de ganar un automóvil. Para ello, cada día se les entregan a las primeras 100 personas que lleguen a los estudios un número según el orden de llegada. Durante el programa, Lizy saca varias bolas de un bolillero, y quienes tengan los números sorteados, pasarán a jugar. Cada uno elegirá una llave de un panel que contiene 100 y posteriormente probará si el auto arranca (en caso de que sea así, se lo lleva). Cada llave que se saque no se vuelve a incorporar al panel hasta que alguien se gane el automóvil, por lo que cada vez habrá menos llaves y por lo tanto más posibilidades, además de que el número de la llave correcta tampoco se modificará.

## Audiencia
El programa fue muy bien recibido tanto por la crítica como por los televidentes en las redes sociales, destacando el humor de su conductora y la química existente con su locutor. El primer programa midió 5.9 puntos de índice de audiencia según datos de la medidora Kantar Ibope Media, superando ampliamente a su competencia, liderando la televisión y subiendo el índice de audiencia alcanzado por Telefe anteriormente en esa franja horaria.

## Especial Famosos
Debido al éxito del programa, Telefe decide sumar una emisión más, desde el 7 de abril de 2019 titulado El Precio Justo - Especial Famosos, donde los participantes son famosos y el resto de la tribuna está formada por fanáticos de los invitados. Los especiales salen al aire grabados a diferencia de la emisión semanal. Esta nueva edición dominical en la grilla del canal se hizo para mejorar el índice de audiencia del fin de semana. Desde el 7 de abril  hasta el 7 de julio, el programa sirvió de "antesala" a la temporada 2019 de Por el mundo, que también se estrenó inmediatamente después. Desde el 14 de julio hasta el 15 de diciembre, el programa salió al aire justo antes de la temporada 2019 de Susana Giménez. 
El 9 de junio, el Especial Famosos no fue emitido por la transmisión de los Premios Martín Fierro.
El 11 de agosto, con motivo de las Elecciones PASO, el Especial famosos se emite en vivo en el horario especial de las 19:30 y duró hasta las 20:55, para dar paso a una emisión especial de Telefe Noticias. Estaba pautado que se retome el programa a las 21:30 durante media hora más, por lo que ésta definición se dejó inconclusa. Ante la demora de los resultados, la transmisión del noticiero se extendió hasta pasadas las 22:00 para pasar directamente a transmitir Susana Giménez. Frente a esta situación, la producción y los invitados del día grabaron inmediatamente la "segunda parte" del especial, que se pudo ver al domingo siguiente, de 20:00 a 20:30, justo antes de una nueva emisión.
El domingo 13 de octubre, con el 1.º Debate Presidencial Argentina 2019 desarrollándose al mismo tiempo, el canal decide emitir un episodio repetido del Especial famosos, que igualmente lideró el índice de audiencia en su horario. Al domingo siguiente, frente al 2.º Debate Presidencial Argentina 2019 y con la programación alterada por un conflicto de trabajadores de la televisión que imposibilitó la salida al aire de Susana Giménez, Telefe emite otro episodio repetido de 20:00 a 21:30 y una emisión estreno de 21:30 a 23:00 en horario especial.
El domingo 27 de octubre, el programa no salió al aire ya que el canal se dedicó a cubrir los resultados de las Elecciones Presidenciales de Argentina 2019 durante toda la noche con una edición especial de Telefe Noticias.
El domingo 24 de noviembre se emite por única vez El Precio Justo - Especial Familias, donde los participantes (no famosos) vinieron en compañía de sus familiares a jugar.
El domingo 22 de diciembre, ya con una programación de fin de año algo vacía, Telefe decide recurrir nuevamente a la estrategia de poner al aire un episodio repetido del programa de 20:00 a 21:30 y un nuevo Especial Famosos de 21:30 a 23:00 en su grilla, siendo esta la última emisión dominical del año, ya que al domingo siguiente el programa no se emitió.
El domingo 5 de enero de 2020 se emite el primer especial del año de 21:30 a 23:00, llamado El Precio Justo - Especial Reyes, con famosos jugando y en celebración del Día de los Reyes Magos. Justo antes, de 20:00 a 21:30, se transmite nuevamente un episodio repetido.
El domingo 12 de enero, el Especial Famosos se emite desde las 20:30 y duró hasta las 22:15. Al final del programa, se realizó un casamiento entre Jacobo Winograd y Silvia Süller. Además, desde este día se dejan de transmitir especiales repetidos antes de los nuevos.
Desde el domingo 19 de enero, frente a una reestructuración de horarios que hace Telefe en su grilla, el Especial Famosos se establece de 21:00 a 22:15hs. como horario fijo.

## Ficha técnica
| - Escenografía: Martín Seijas - Sergio Carnevalli - Pablo Ponce - Iluminación: Fernando Romero - Adrián Pasternak - Sonido: Roberto Gregorio - Musicalización: Pablo Pellegrino - Asesora de vestuario: Georgina Duarte - Ambientación: Diego Pignocchi - Gabriel Duarte - Dirección de arte gráfico: Sawa Kobayashi - Operación gráfica y pantallas: Alejandro Furci - Coordinador operativo: Edgardo Filgueira - Manager de producción: Paula Sena | - Equipo de producción: Fernando Flores - Hernán Figari - Marcelo Corazza - Gastón Smith - Chino Funes - Cecilia Facián - Florencia Valsagna - Claudia Meschengieser - Eleonora Ranni - Rodolfo Fast - Leandro Soñora - Barbie Alperowicz - - Susana Pompo - Producción Creativa / Juegos : Cipriano Velázquez - Coordinadora de producción: Ianina Celasco - Posproducción: Nacho Pochat - Asistente de dirección: Marcelo Paz - Producción: Manuel Garriga - Producción ejecutiva: Federico Levrino - Dirección: Eugenio Gorkin |